# U-Bahnhof Porta Venezia
Der Bahnhof Porta Venezia ist ein unterirdischer Bahnhof der U-Bahn Mailand. Er wurde nach dem gleichnamigen Stadttor benannt.

## Geschichte
Ende der 1950er Jahre wurde mit dem Bau des ersten Streckenabschnitts der U-Bahn Mailand begonnen, die vom Marelli zum Lotto fahren sollte. Dazu gehörte unter anderem der Bahnhof Porta Venezia, der anfangs als Oberdan bezeichnet wurde.
Die U-Bahn-Strecke wurde am 1. November 1964 eröffnet.

## Lage
Wie jeder Bahnhof der Linie 1 hatte der Bahnhof Porta Venezia zwei Gleise mit Seitenbahnsteigen. Über dem Gleisniveau entstand ein Zwischengeschoss mit überwachter Zutrittskontrolle. Die architektonische Ausstattung wurde wie bei allen Bahnhöfen der Linien M1 und M2 von den Architekten Franco Albini und Franca Helg und vom Grafiker Bob Noorda gestaltet.
Nach den Plänen der 1950er Jahre wurde eine weitere U-Bahn-Strecke geplant, die Linie 4, die in Ost-West-Richtung fahren sollte. Für die vorgesehene Umsteigemöglichkeit zwischen den Linien wurden die Bahnsteige und das Zwischengeschoss überdimensional gestattet. In den 1970er Jahren wurden diese Planungen aufgegeben und die Linie 4 durch eine S-Bahn-Verbindung (der sogenannte „Passante“) ersetzt. Diese wurde am 21. Dezember 1997 in Betrieb genommen.

## Anbindung
Wegen seiner zentralen Lage ist der U-Bahnhof gut mit den Linien der Straßenbahn Mailand verbunden. Am nördlichen Ausgang (Richtung viale Tunisia) besteht Umsteigemöglichkeit zu den Linien 5 und 33, am südlichen (Richtung piazzale Oberdan) zur Linie 9.
| Linie | Verlauf |
| ----- | --- |
|       | Sesto 1º Maggio FS – Sesto Rondò – Sesto Marelli – Villa San Giovanni – Precotto – Gorla – Turro – Rovereto – Pasteur – Loreto – Lima – Porta Venezia – Palestro – San Babila – Duomo – Cordusio – Cairoli – Cadorna FN – Conciliazione – Pagano – Buonarroti – Amendola – Lotto – QT8 – Lampugnano – Uruguay – Bonola – San Leonardo – Molino Dorino – Pero – Rho Fiera – Wagner – De Angeli – Gambara – Bande Nere – Primaticcio – Inganni – Bisceglie |